# Рарітан (Нью-Джерсі)
Рарітан (англ. Raritan) — місто (англ. borough) в США, в окрузі Сомерсет штату Нью-Джерсі. Населення — 7835 осіб (2020).

## Географія
Рарітан розташований за координатами 40°34′20″ пн. ш. 74°38′47″ зх. д. / 40.57222° пн. ш. 74.64639° зх. д. (40.572127, -74.646514).  За даними Бюро перепису населення США в 2010 році місто мало площу 5,28 км², з яких 5,16 км² — суходіл та 0,11 км² — водойми.

## Демографія
Згідно з переписом 2010 року, у селищі мешкала 6881 особа в 2673 домогосподарствах у складі 1748 родин. Було 2847 помешкань
Расовий склад населення:
| - 76,4 % — білих - 14,3 % — азіатів - 2,1 % — чорних або афроамериканців - 0,2 % — корінних американців - 4,6 % — осіб інших рас |

До двох чи більше рас належало 2,5 %. Частка іспаномовних становила 16,4 % від усіх жителів.
За віковим діапазоном населення розподілялося таким чином: 23,1 % — особи молодші 18 років, 63,3 % — особи у віці 18—64 років, 13,6 % — особи у віці 65 років та старші. Медіана віку мешканця становила 40,1 року. На 100 осіб жіночої статі у селищі припадало 96,1 чоловіків;  на 100 жінок у віці від 18 років та старших — 95,1 чоловіків також старших 18 років.
Середній дохід на одне домашнє господарство  становив 98 155 доларів США (медіана — 73 827), а середній дохід на одну сім'ю — 116 342 долари (медіана — 97 083). Медіана доходів становила 58 814 долари для чоловіків та 55 172 долари для жінок. За межею бідності перебувало 5,7 % осіб, у тому числі 8,0 % дітей у віці до 18 років та 7,1 % осіб у віці 65 років та старших.
Цивільне працевлаштоване населення становило 3918 осіб. Основні галузі зайнятості: освіта, охорона здоров'я та соціальна допомога — 24,0 %, науковці, спеціалісти, менеджери — 12,0 %, виробництво — 11,5 %.